# AB哥本哈根
格萊薩克瑟學術球會（丹麥語：Akademisk Boldklub Gladsaxe），普遍稱為AB哥本哈根（AB），是一間位於丹麥格萊薩克瑟市鎮的職業足球會，目前於丹麦乙組足球联赛比賽。
球會於1889年2月26日於哥本哈根成立，由弗雷德里西亞學生板球俱樂部（Fredericia Studenternes Kricketklub）及理工專科球會（Polyteknisk Boldklub）合併而成。1965年球會搬到格萊薩克瑟市鎮。
AB哥本哈根是丹麥歷史上最早成立的足球會之一，也是丹麥史上最成功的足球會之一，曾經9次成為丹麥冠軍、8次哥本哈根冠軍、1次丹麥盃冠軍及6次哥本哈根盃冠軍。球會大部分的榮譽是在哥本哈根時期贏得，尤其是在1890年代和1940年代。
球會於哥本哈根北部巴格斯韋德設有訓練和球會設施，並在格萊薩克瑟球場進行主場比賽。
自成立以來，AB哥本哈根一直穿著綠色和白色的球衣，並有一隻貓頭鷹作為吉祥物。

## 球會榮譽
- 丹麥足球冠軍[1]

 冠軍（9）： 1919, 1921, 1937, 1943, 1945, 1947, 1951, 1952, 1967
 亞軍（10）： 1917, 1932, 1936, 1942, 1944, 1949, 1950, 1955, 1957, 1970
 季軍（8）： 1929, 1939, 1946, 1948, 1954, 1956, 1999, 2000
- 丹麥盃[2]

 冠軍（1）： 1999
 亞軍（3）： 1956, 1995, 2001
- 丹麥超級盃[3]

 冠軍（1）： 1999
- 哥本哈根足球錦標賽（英语：Copenhagen Series）

 冠軍（8）： 1890, 1892, 1893, 1894, 1895, 1896, 1899, 1900
 亞軍（5）： 1891, 1897, 1898, 1901, 1908
 季軍（3）： 1904, 1905, 1907
- 哥本哈根盃（英语：KBUs Pokalturnering）

 冠軍（6）： 1936, 1942, 1944, 1945, 1949, 1950
 亞軍（6）： 1914, 1915, 1925, 1931, 1946, 1953

## 外部鏈接
- AB哥本哈根官方網站 （页面存档备份，存于）